# CMC ViewR
CMC ViewR ist eine Unity3D-basierte Echtzeit-3D-Software für den Maschinen- und Anlagenbau, mit der sich Objekte basierend auf CAD-Daten in der virtuellen Realität darstellen lassen. 

## Geschichte
Entwickelt wurde CMC ViewR von dem Unternehmen CMC-Engineers in Hülben. Die Grundidee für eine Unity3D-basierte Virtual-Reality-Software wurde 2016 von Julian Hermle erdacht und von Markus Kiesel in einem Proof of Concept entwickelt. In einer ganz frühen Version der Software wurden erste 3D-Daten manuell konvertiert, in Unity3D mittels eines Oculus Rift-DK2 visualisiert und mit einer 3D-Maus bedient. Nach diesen Tests entschied sich die Firma CMC, ein Produkt zu entwickeln und zu vertreiben.
Erstmalig veröffentlicht wurde CMC ViewR auf der Hannovermesse 2017. Die erste Version der Software (2017.1) bot den Nutzern die Möglichkeit, STP/STEP-Dateien ad-hoc zu importieren und mittels einer HTC Vive-VR-Brille zu visualisieren. Der Nutzer hatte bereits damals die Möglichkeit, mit seinen CAD-Dateien zu interagieren.

## Funktionsumfang
Mit der Software können reale Prototypen durch virtuelle Modelle ersetzt und frühzeitig in der Produktentwicklung visualisiert und evaluiert werden. Nutzer können mit 3D-Entwürfen interagieren. CMC ViewR wird auch in der Kommunikation und im Vertrieb von technischen Anlagen genutzt.
CMC ViewR ist kompatibel zu verschiedener Visualisierungshardware. Neben allen gängigen VR-Headsets werden auch Projektionssysteme wie Powerwalls und CAVEs sowie verschiedene Standard-Dateiformate, vor allem aus dem STEP-Standard, unterstützt.

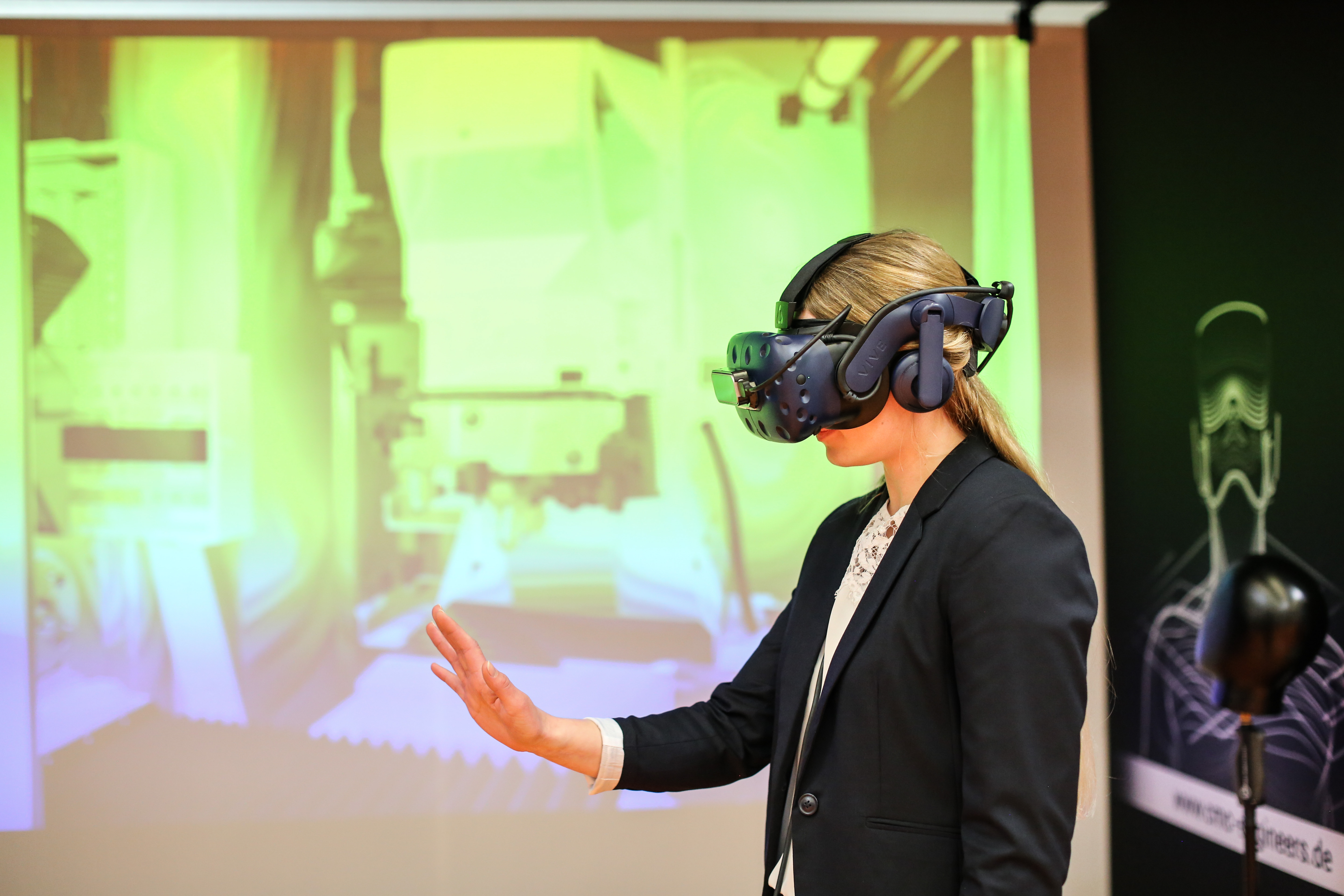
Nutzer in der Virtual Reality mit „HTC Vive-HMD“

Mehrere Teilnehmer können in einem virtuellen Projektraum zusammengeschaltet werden. Diese Funktion bildet auch die Grundlage für das Forschungsprojekt „Teleinteraction XR“. Über Reviewfunktionen können Untersuchungsergebnisse aus einer virtuellen Session festgehalten werden, beispielsweise durch Schnappschüsse, Zeichnen im 3D-Raum oder Messungen. Hierbei kommt der BCF-Standard aus dem BIM-Umfeld zum Einsatz. Weitere Funktionen sind das Objekttracking, bei dem reale Objekte in die virtuelle Umgebung eingebunden werden können, und Physiksimulationen wie Kollisionsuntersuchungen für die Baubarkeit oder Servicefähigkeit. Via Unity3D-Editor können die Funktionen erweitert werden (ViewR SDK). 

## Verbreitung und Anwendungsgebiete
Das Konzept hinter CMC ViewR wurde 2020 vom VDMA im Rahmen des Wettbewerbs „Startup mit dem größten Potenzial für den Maschinen- und Anlagenbau“ ausgezeichnet. Nach einer Aussage des Herstellers setzen aktuell ca. 200 Firmen sowie rund 25 Hochschulen im DACH-Raum auf die industrielle Virtual Reality von CMC ViewR. Die Hauptanwendungsgebiete sind hierbei virtuelle Showrooms und virtual Engineering. Beispielhaft hierfür sind etwa der Anlagenbauer AZO, der Baumaschinenhersteller Liebherr oder der Maschinenbauer Voith.